# حسن میرباقری
سید حسن میرباقری (زاده ۱۳۴۷ شاهرود) نویسنده، بازیگر سینما، تلویزیون و کارگردان اهل ایران است. او در سریال مختارنامه در نقش ابراهیم بن مالک اشتر به شهرت رسید. وی برادر داوود میرباقری کارگردان سرشناس ایرانی است. وی همسر آذر محمدی، طراح لباس سینما و تلویزیون است.

## فیلم‌شناسی

### نویسنده و کارگردان
- مختارنامه (نویسنده)
- معصومیت ازدست‌رفته (نویسنده)
- یلدا (کارگردان)

### دوبله
- هتل ترانسیلوانیا ۲|وِین (گرگ)

### دستیار کارگردان
- ساحره (۱۳۷۶)

### بازیگری در سینما
- مسافر ری (۱۳۷۹)
- روز واقعه (برادر کوچک راحله) (۱۳۷۳)

### بازیگری در تلویزیون
- ارثیه پدری در نقش محمدمهدی عبدخدایی (۱۳۹۹–۱۴۰۱)
- سلمان فارسی  (در حال ساخت)
- گاندو ۲ در نقش غلامرضا رحمانی (۱۳۹۹)
- مختارنامه در نقش ابراهیم بن مالک اشتر (۱۳۸۸–۱۳۸۳)
- معصومیت از دست رفته در نقش ذاکر استاد زید (۱۳۸۲)
- سریال امام علی در نقش ابراهیم بن مالک اشتر (۱۳۷۵–۱۳۷۰)
- بی‌بی‌یون (۱۳۷۴)
- شیخ مفید (۱۳۷۴)

سریال ناریا . نقش مهندس شفیعی

### بازیگری در نمایش خانگی
- زخم کاری: انتقام (۱۴۰۳)
- زخم کاری: مجازات (۱۴۰۳)